# Xaver Hoch
Xaver Hoch (* 18. April 1947 in Triesen) ist ein liechtensteinischer Politiker (FBP).

## Biografie
Hoch wurde 1947 als Sohn des Bauarbeiters und Landwirts Johann Hoch und dessen Frau Aloisia (geborene Feger) geboren und hatte vier Geschwister. Er besuchte sechs Jahre die Volksschule in Triesen und danach von 1960 bis 1963 die Realschule in Vaduz. Anschliessend absolvierte er von 1963 bis 1966 eine Bauzeichnerlehre im Ingenieurbüro Rudolf Wenaweser in Schaan. Nach seiner Lehre arbeitete Hoch in diesem Ingenieurbüro als Tiefbauzeichner und Bauführer. Nebenbei besuchte er von 1967 bis 1971 das Abendtechnikum in Vaduz. Dort erhielt er den Abschluss als Diplom-Bauingenieur HTL. 1973 machte er sich selbständig und gründete zusammen mit Louis Gassner das Ingenieurbüro Hoch & Gassner AG, wo er bis 2016 als Mitinhaber beteiligt war.
Von 1975 bis 1987 gehörte er für die Fortschrittliche Bürgerpartei dem Gemeinderat von Triesen an und von 1987 bis 2007 bekleidete er das Amt des Gemeindevorstehers. Insgesamt wurde er fünfmal hintereinander erfolgreich zum Gemeindevorsteher von Triesen gewählt. Im Februar 1993 wurde er für seine Partei zum Abgeordneten im Landtag des Fürstentums Liechtenstein gewählt. Bei der darauffolgenden Wahl im Oktober desselben Jahres erfolgte seine Wiederwahl. Hoch gehörte dem Landtag damit bis 1997 an. 2007 verzichtete er auf eine erneute Kandidatur für das Amt des Gemeindevorstehers von Triesen.
Hoch ist Bürger der Gemeinde Triesen und war verheiratet. Aus seiner Ehe ging eine Tochter hervor. Von 1975 bis 1976 war er Präsident des FC Triesen. 2007 wurde ihm das Ritterkreuz des Fürstlich Liechtensteinischen Verdienstordens verliehen.